# Medzany
Medzany (in ungherese Megye) è un comune della Slovacchia facente parte del distretto di Prešov, nella regione omonima.